# Szatny
Szatny inaczej szatniarz, szatniczy – urzędnik, dworzanin lub sługa, który zajmował się garderobą (szatnią) swojego pana, a niekiedy także jego zbrojownią. 
W średniowieczu urząd szatnego (łac. vestiarius) znany był na dworze papieskim. Podobnież funkcja szatnego (niem. Trappier) w państwie krzyżackim znana była od XIII wieku (po raz pierwszy pojawia się w źródłach w 1228); zadaniem trappiera było dbanie o odzież współbraci; podlegała mu grupa zatrudnionych przez dany konwent rzemieślników. Wielki Szatny był urzędnikiem szczebla centralnego. W sprawach uzbrojenia i podczas wojny podlegał zakonnemu marszałkowi. W późniejszych latach Wielki Szatny był jednym z najważniejszych dostojników zakonnych i wchodził w skład półformalnej rady zakonu.
Na dworach królewskich, m.in. w Polsce, szatny był jednym z ważniejszych dworzan, wybieranym spośród obytych w kulturze i modzie poddanych. Zajmował się obstalunkiem szat, ich utrzymaniem i oporządzeniem. Do jego obowiązków należały też m.in. dbanie o meble i drobny sprzęt władcy. Zwierzchnictwo nad jego wydatkami sprawowali ochmistrz oraz podskarbi nadworny.  
Oprócz króla swoją osobną służbę szatniarską posiadała jego małżonka. Szczególnie rozwiniętą służbę szatną tego typu wykształcono w XVIII-wiecznym Wersalu, gdzie szatna (fr. dame d'atour) należała do grona najbliższych, najbardziej zaufanych towarzyszek królowej. 
Swoje własne służby szatnicze, z szatnikiem na czele, zdarzało się ustanawiać bogatszym rodom książęcym i magnackim, w Polsce m.in. Radziwiłłom. Podobnie jak na dworze królewskim, szatni magnaccy mieli za zadanie zakup garderoby, kontrolę nad jej wykonaniem i utrzymywanie jej w należytym porządku. Należeli do grona tzw. oficjalistów, czyli najważniejszych osób na magnackim dworze, obok m.in. koniuszych, podskarbich, łowczych czy podczaszych.